# Acca (cognome)
Acca è un cognome di lingua sarda.

## Varianti
Aca, Accalai.

## Origine e diffusione
Cognome tipicamente sardo, è presente prevalentemente a Cagliari, Cuglieri, Macomer, Magomadas, Nuxis, Olbia, Orosei, Porto Torres e Santadi.
Potrebbe derivare dal lugodorese acca, "vacca".
La variante Aca è tipica della Sardegna meridionale.